# Stanislav Vavřínek
Stanislav Vavřínek (* 26. února 1972 v Uherském Hradišti) je český dirigent a pedagog. 

## Hudební kariéra
Vystudoval na Konzervatoři Brno flétnu a dirigování, v jehož studiu pokračoval na pražské Akademii múzických umění u profesorů Elišky, Vajnara, Koutníka a Štycha. Po dokončení AMU absolvoval mistrovské kurzy Roberta Benziho ve Švýcarsku, které uzavřel koncertem s Bielskou filharmonií. 
V letech 1994–1998 byl hlavním dirigentem Pražského studentského orchestru, s nímž natočil řadu rozhlasových a televizních nahrávek, uskutečnil několik zahraničních cest a získal ocenění: na mezinárodní soutěži v belgickém Neerpeltu 1. cenu s nejvyšším oceněním soutěže „Suma cum laude“ (1995) a v národní rozhlasové soutěži Concerto Bohemia v rozmezí tří let dvě 1. ceny (1995 a 1996) a cenu absolutního vítěze (1997) za provedení Šostakovičovy Komorní symfonie c-moll. V následujícím roce (1998) dirigoval Mezinárodní mládežnický orchestr na závěrečném festivalovém koncertě v japonské Šizuoce. 
Jako host vystoupil s Českou filharmonií, Symfonickým orchestrem Českého rozhlasu, Symfonickým orchestrem hl. m. Prahy, Státní filharmonií Brno, Slovenskou filharmonií, Pražskou komorní filharmonií, Gdaňskou filharmonií a dalšími tělesy.  
Spolupracoval s mnoha významnými sólisty (Ivanem Moravcem, Igorem Ardaševem, Michalem Maškem, Eugenem Indjicem, Gabrielou Beňačkovou, Evou Urbanovou, Dagmar Peckovou, Ivanem Kusnjerem, Radkem Baborákem, Václavem Hudečkem, Jitkou Hosprovou, Pavlem Šporclem, Bohuslavem Matouškem, Sophií Jafféovou, Michalem Kaňkou, Jiřím Bártou, Zuzanou Lapčíkovou, Milanem Svobodou aj.). Vystoupil na několika prestižních festivalech (MHF Pražský podzim, MHF Pražské jaro, MHF Pražské premiéry, MHF duchovní hudby Brno, Hudba tisíců – Mahler Jihlava, MHF Svatováclavský hudební festival, MHF Šizuoka aj.) a koncertoval v Německu, Rakousku, Belgii, Švýcarsku, Polsku, Španělsku, Japonsku. Natočil sedm CD s díly Mozarta, Haydna, Dvořáka, Čajkovského, Sternwalda, Bartóka, Šostakoviče a dalších.  
V letech 1999–2008 byl šéfdirigentem Jihočeské komorní filharmonie České Budějovice. V září 2008 se stal šéfdirigentem Filharmonie Bohuslava Martinů.  
Od roku 2006 působí jako pedagog na dirigentské katedře pražské Akademie múzických umění. 
V roce 2018 nastoupil jako šéfdirigent v Komorní filharmonii Pardubice.

## Hlavní působiště
- 1994–1998 Pražský studentský orchestr – hlavní dirigent
- 1999–2008 Jihočeská komorní filharmonie České Budějovice – šéfdirigent
- 2008 Filharmonie Bohuslava Martinů – šéfdirigent
- 2018–2025 Komorní filharmonie Pardubice – šéfdirigent